# Хоангльєн (національний парк)
Національний парк Хоангльєн (в'єт. Vườn quốc gia Hoàng Liên — національний парк, що розкинувся на гірському хребті Хоангльєншон, в районах Шапа і Тхануєн (в'єт. Than Uyên) провінції Лаокай, а також в частині району Фонгтхо провінції Лайтяу в Північному В'єтнамі. Його площа становить 68569 га з висотами від 1000 до 3000 метрів нрм.
Національний парк було засновано відповідно до Рішення № 90/2002/QD-TTg від 12 липня 2006 року урядом В'єтнаму. Це рішення перетворило природний заповідник на національний парк. Національний парк Хоангльєн визнано частиною Парків спадщини АСЕАН і Центром різноманіття рослинного світу в Програмі збереження рослин Міжнародного союзу охорони природи (IUCN).

## Географія
Національний парк Хоангльєн — знаходиться у горах північно-західного В'єтнаму, яким належить Фаншипан (3147 м), найвища гора В'єтнаму та Індокитайського півострова.
Загальна площа основного національного парку становить 29845 га, що включає суворо охоронювану територію площею 11875 га; «зону відновлення лісів» площею 17900 га, і територію адміністративних послуг площею 70 гектарів.

## Населення
У цій місцевості проживає шість етнічних груп, більшість з яких становлять народності яо та хмонг.

## Біорізноманіття
Національний парк Хоангльєн є домом для багатьох видів рослин і тварин, багато з яких є рідкісними та перебувають під загрозою зникнення.

### Флора і фауна

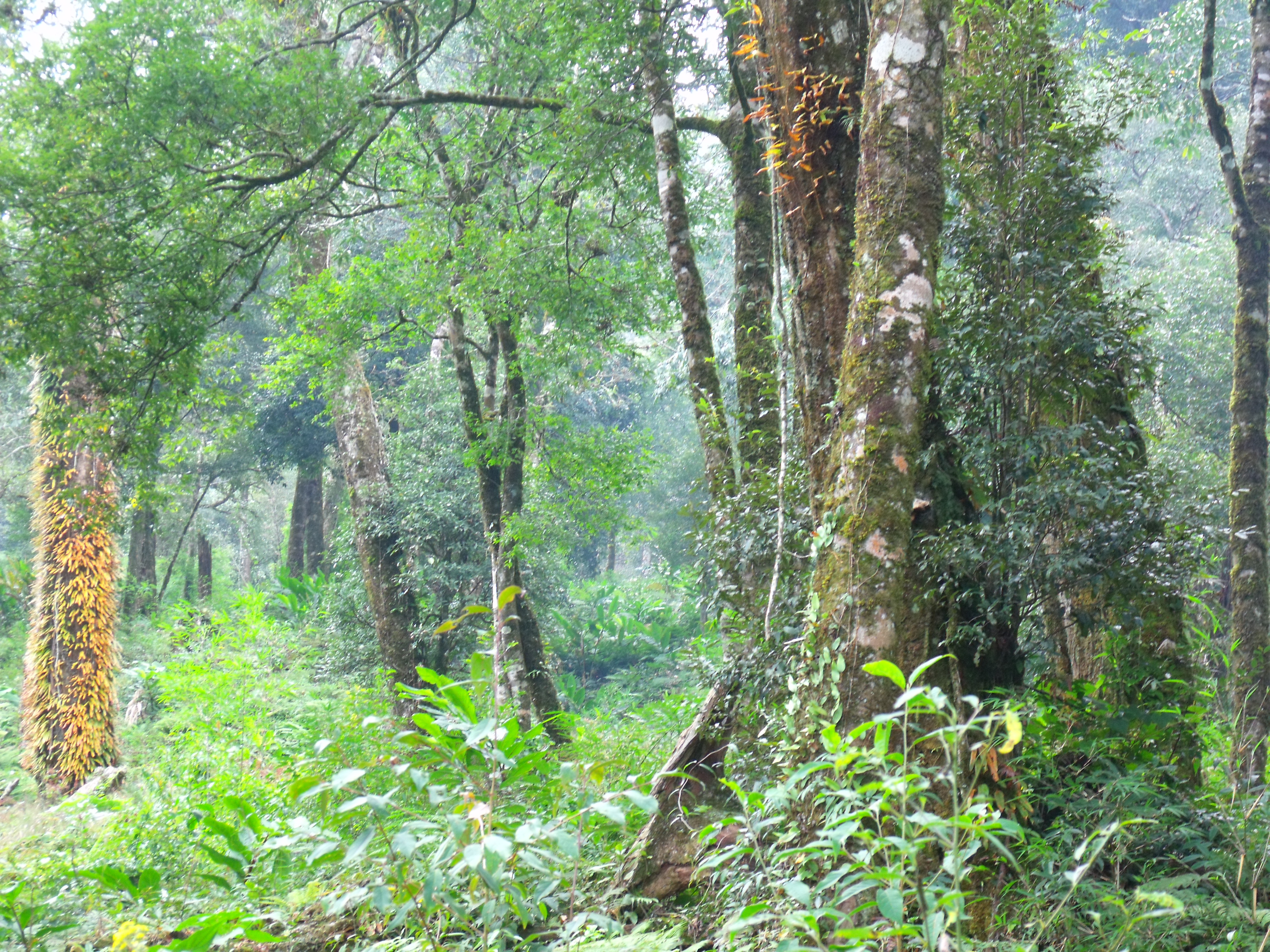
Вічнозелений ліс на висоті 2200 м

У парку зафіксовано понад 3000 видів рослин, у тому числі багато ендемічних та зникаючих видів. Гірська місцевість парку визначає чітку висотну зональність, де флора змінюється від тропічних рослин на низьких висотах до помірних альпійських рослин на високих висотах. На горі Фаншипан можна знайти приблизно 25 % всіх ендемічних рослин В'єтнаму,а також близько третини видів амфібій, наявних у В'єтнамі.

### Метелики і молі
Загалом у національному парку Хоангльєн спостерігали 199 видів метеликів. З молей спостерігалося 78 видів бражникових і 286 видів нічниць.

### Ссавці та земноводні
В парку були помічені десять видів тварин і чотири види птахів, що перебувають під загрозою глобального зникнення. Через браконьєрство популяція ссавців у національному парку Хоангльєн низька.
Однак, у 1999 році було зареєстровано, що в природному заповіднику та навколо нього живе 347 видів птахів, у тому числі 49 видів, ареал яких обмежений у В'єтнамі північно-західним Тонкіном.
Загалом у 1997—1998 роках у національному парку Хоангльєн спостерігали 38 різних видів безхвостих (жаби).